# Hodek HK-101
Die Hodek HK-101 war ein kurz nach dem Ende des Zweiten Weltkriegs entstandenes tschechoslowakisches Sport- und Reiseflugzeug. Sie existierte nur als Einzelstück.

## Entwicklung
Die in Prag-Holešovice ansässige Firma Továrna sportovních letadel (Fabrik für Sportflugzeuge) von Vincenc Hodek stützte sich bei der Konstruktion auf das nicht verwirklichte Projekt HK-1 aus dem Jahr 1942, dessen Bau zum Ende der deutschen Besatzung vorbereitet, aber nicht mehr realisiert wurde. Ingenieur Stanislav Kříž modernisierte den nun als HK-101 bezeichneten Entwurf (HK für Hodek/Kříž) und konstruierte einen Ganzmetalltiefdecker mit einziehbarem Hauptfahrwerk und geschlossener Kabine mit zwei hintereinanderliegenden Sitzen. Als Antrieb entschieden sich die Entwickler für zwei einheimische Minor-III-Walter-Motoren, deren hintere Gondeln auch die nach rückwärts einfahrenden Haupträder aufnahmen, während das Spornrad starr ausgebildet war. Als Erstes entstand eine Attrappe in Originalgröße, die auf dem Pariser Aérosalon von 1946 ausgestellt wurde. Im folgenden Jahr wurde der Bau des Prototyps (Kennzeichen OK–BOB) abgeschlossen und am 3. September 1947 startete der Pilot Kaucký zum Erstflug. Bei der Erprobung wurde eine Höchstgeschwindigkeit von 360 km/h erreicht, was der HK-101 in Verbindung mit einer guten Wendigkeit den Beinamen sportovní stíhačka, Sportjäger, einbrachte. Ab Februar 1948 wurde ein weiterer Prototyp aufgelegt, aber obwohl das Flugzeug auch im westlichen Ausland auf einiges Interesse stieß, wurde das Programm aus unerklärlichen Gründen gestoppt und somit auch die Produktion der zweiten HK-101.

## Technische Daten
| Kenngröße                   | Daten                                                           |
| --------------------------- | --------------------------------------------------------------- |
| Besatzung                   | 1–2                                                             |
| Spannweite                  | 7,70 m                                                          |
| Länge                       | 5,91 m                                                          |
| Höhe                        | 2,40 m                                                          |
| Flügelfläche                | 8,6 m²                                                          |
| Flächenbelastung            | 96 kg/m²                                                        |
| Leermasse                   | 540 kg                                                          |
| Startmasse                  | 825 kg                                                          |
| Antrieb                     | zwei luftgekühlte Vierzylinder-Reihenmotoren Walter Minor 4-III |
| Startleistung Reiseleistung | 105 PS (77 kW) bei 2500/min 80 PS (59 kW) bei 2300/min          |
| Höchstgeschwindigkeit       | 360 km/h                                                        |
| Reisegeschwindigkeit        | 300 km/h                                                        |
| Steigzeit                   | 3 min auf 1000 m Höhe                                           |
| Dienstgipfelhöhe            | 7400 m                                                          |
| Reichweite                  | 900 km                                                          |